# مجرة راديوية

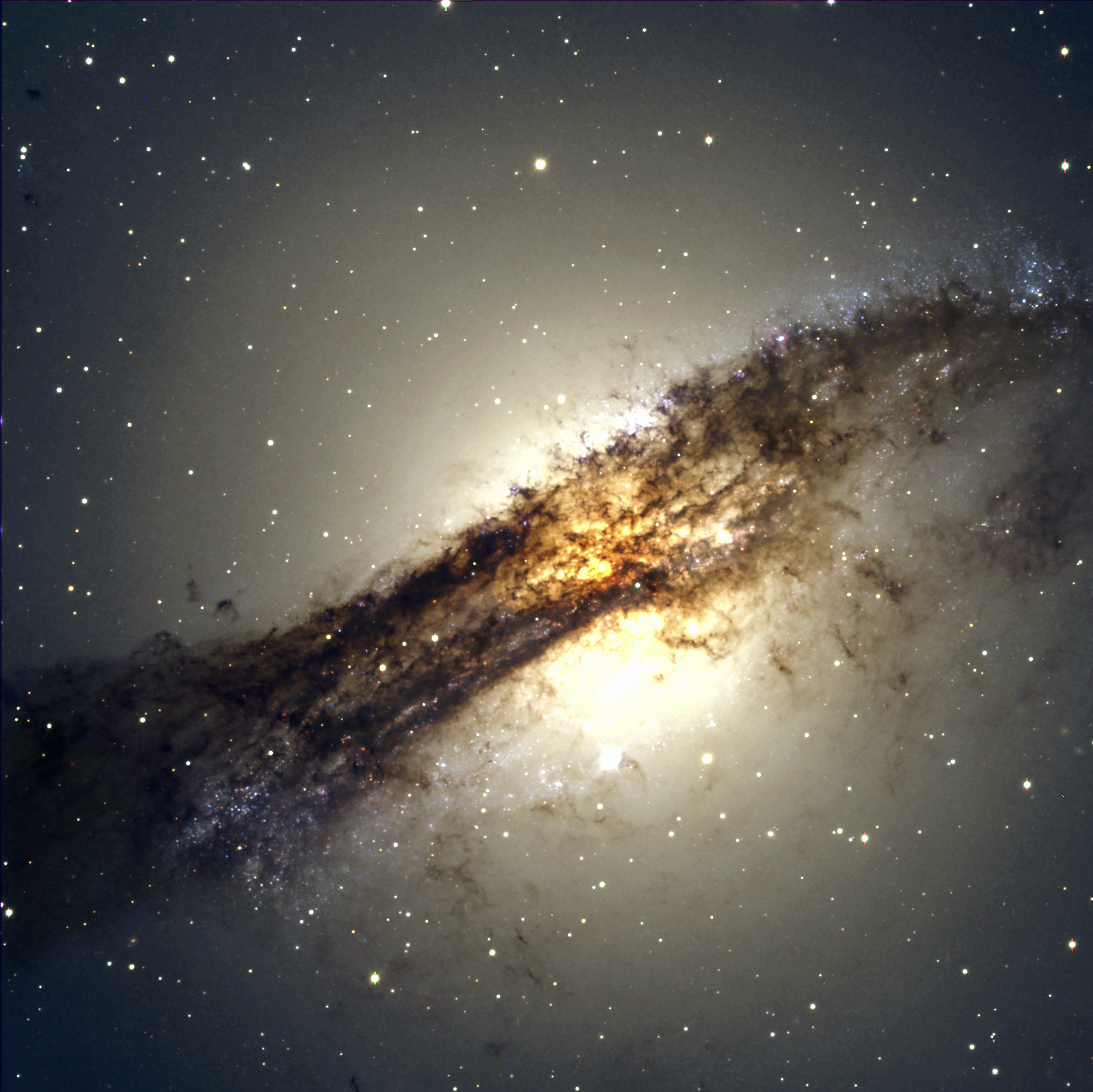
المجرة الراديوية NGC 5128 هي أقرب مجرة من هذا النوع إلينا.

مجرة راديوية  في الفلك (بالإنجليزية: Radio galaxy) ومثيلاتها النجوم النباضة هي أنواع من المجرات النشطة التي تتميز بإشعاعها القوي في نطاق الأشعة الراديوية، تبلغ شدة اصدارها للطاقة نحوا من 1039 واط بين تردد 10 ميجاهرتز و 100 ميجاهرتز. ويرجع أصدارها للموجات الراديوية إلى ظاهرة الإشعاع السينكروتروني. ويشاهد تكونها واصدارها للأشعة الراديوية من خلال نفاثتين كونيتين معكوستين الاتجاه وتفاعلهما مع الوسط الخارجي، حيث تبلغ سرعة انطلاق جسيمات النفاثتين سرعات تقترب من سرعة الضوء. والمجرات التي يظهر نشاطها بهذ الشكل تكون عادة من المجرات الأهليجية. وتتميز المجرات الراديوية بالإضافة إلى خواصها الفريدة بسهولة اكتشافها عبر مسافات كونية كبيرة، مما يجعلها وسائل قيمة للدراسات الفلكية. وقد أجريت في الفترة الأخيرة بعض الدراسات عن تأثير تلك الأجرم في الوسط الكوني بين المجرات وبصفة خاصة مجموعات وعناقيد المجرات.
وتعتبر المجرة NGC 5128 هي أقرب مجرة راديوية لنا ن وهي تقع في سماء نصف الكرة الأرضية الجنوبي.

## التكوين الراديوي

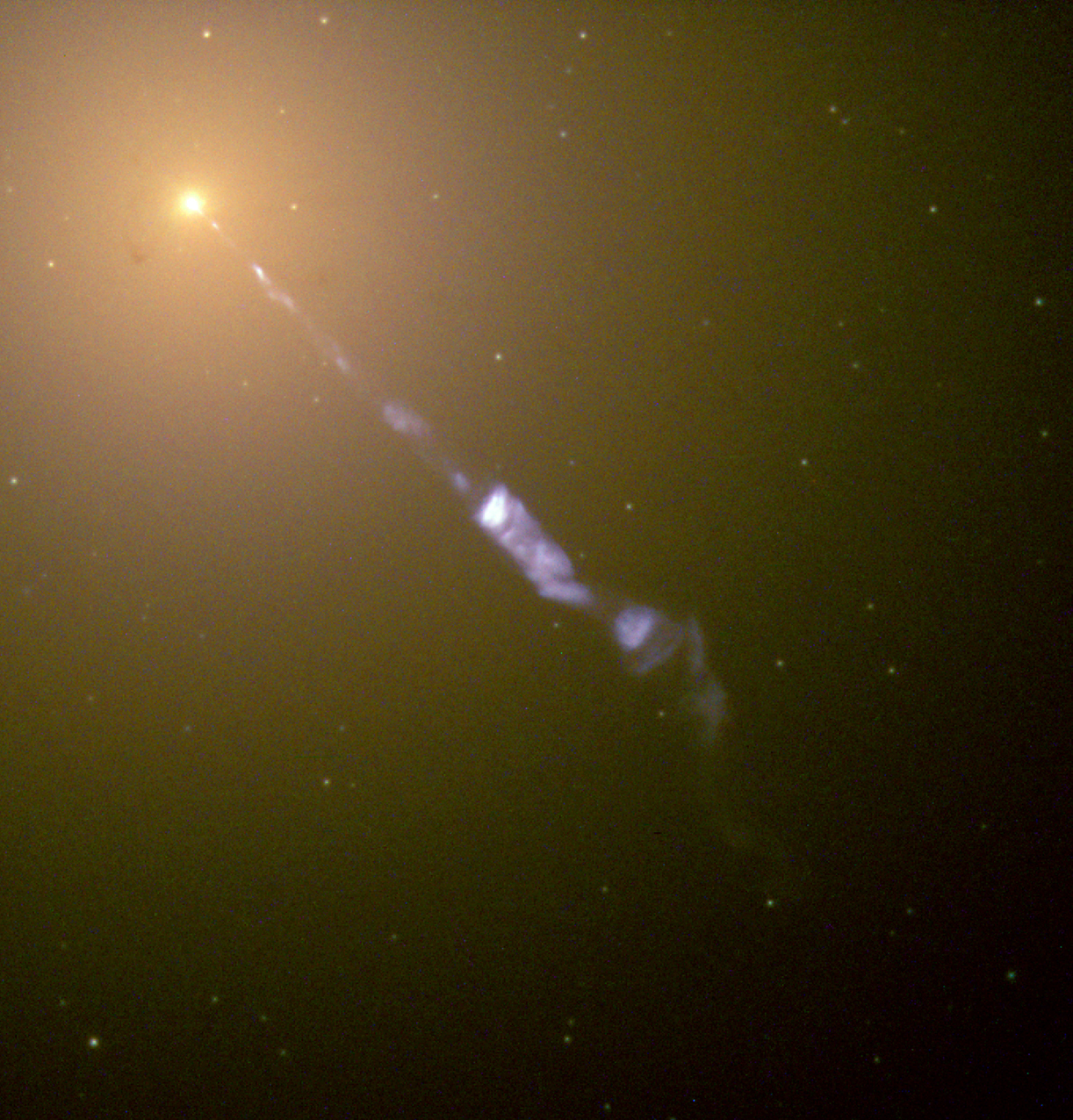
شعاع نفاث يبلغ طوله 5000 سنة ضوئية ينطلق من المجرة مسييه 87. وتصل سرعة الإكترونات في النفاث إلى سرعة قريبة من سرعة الضوء وتطلق تلك الإشعاع الأزرق الغريب.

تظهر المجرات الراديوية كما تظهر النباضات الراديوية في أشكال عديدة. ويتميز شكلها في العادة بإصدارها نقاثتين متناظرتين منطلقتان من مركز المجرة النشطة في عكس الاتجاه. كما قد يحتوي المجرات أيضا على سحابة عند نهاية الشعاعين النفاثين وتكون قليلة اللمعان. وتعتبر المجرة العملاقة مسييه 87 الموجودة في عنقود فيرجو مثالا لتلك المجرات، حيث تنتهي كلا النفاثتين الصادرة من مركز المجرة بسحابة.
ومنذ عام 1970 
يعتبر التكوين ذو السحابتين هو الأغلب واستطاع العلماء تفسيره حيث أن النفاثتين تشكل فيضان من الجسيمات الأولية ذات الطاقة العالية مصحوبة بمجال مغناطيسي شديد آتية من قرب نواة المجرة النشطة. وقد سميت النفاثتين بهذا الاسم jet للتعبير عن شكلها المرئي وما تحويه من انطلاق سريع متواصل للجسيمات.

## اقرأ أيضا
- مجرة إهليجية
- مجرة حلزونية
- مجرة انفجار نجمي
- مجرة محدبة
- مجرات ماركاريان
- مجرة
- قزم أبيض
- عملاق أحمر
- الانفجار العظيم
- خط زمني للانفجار العظيم
- نجم نيوتروني
- ثقب أسود
- تلسكوب فضائي

## وصلات خارجية
- موقع الكون في الإنترنت
- Messier 87, SEDS Messier pages
- Simbad data on M87
- Another amateur image showing M87 jet and M87 globulars

1. ↑  Scheuer، PAG (1974). "Models of extragalactic radio sources with a continuous energy supply from a central object". Monthly Notices of the Royal Astronomical Society. ج. 166: 513.
2. ↑  Blandford RD, Rees MJ (1974). "A 'twin-exhaust' model for double radio sources". Monthly notices of the Royal Astronomical Society. ج. 169: 395.